# ماریا بابانووا
ماریا بابانووا (روسی: Мария Ивановна Бабанова؛ ۲۹ اکتبر ۱۹۰۰ – ۲۰ مارس ۱۹۸۳ (۸۲ سال)) بازیگر اهل کشور اتحاد جماهیر شوروی سوسیالیستی بود.
وی همچنین برندهٔ جوایزی همچون جایزه هنرمند مردمی اتحاد جماهیر شوروی، هنرمند مردمی جمهوری شوروی فدراتیو سوسیالیستی روسیه، نشان پرچم سرخ کار، و نشان لنین شده‌است.